# Ostrow Glasenapa
Ostrow Glasenapa (russisch Остров Глазенапа, deutsch: von Glasenapp-Insel) ist eine kleine Insel im Tatarensund, der Meeresenge zwischen der Insel Sachalin und dem russischen Festland. Sie liegt in der Region Chabarowsk, Rajon Ultschski. Die Insel wurde nach dem russischen Admiral Woldemar von Glasenapp (1812–1895) benannt.